# أبواريما
أبواريما بلدية في ولاية باهيا في المنطقة الشمالية الشرقية من البرازيل. كان عدد سكانها عام 2004 قرابة 7015 نسمة. 